# Dolnja Bitnja
Dolnja Bitnja (italsky: Bittigne di Sotto) je část občiny Ilirska Bistrica v Přímořsko-vnitrokraňském regionu ve Slovinsku. Nachází se v historickém regionu Vnitřní Kraňsko. Je to sídlo typu vesnice.

## Geografie
Dolnja Bitnja se nachází v nadmořské výšce 392 m n. m. Při západním okraji obce protéká zhruba ve směru od jihu k severu řeka Reka.

## Obyvatelstvo
V roce 2002 žilo ve vsi Dolnja Bitnja 74 obyvatel na ploše 169 ha.